# دهستان نهارجان
دهستان نهارجان، دهستانی از بخش مود شهرستان سربیشه واقع در استان خراسان جنوبی است. جمعیت این دهستان، بر اساس سرشماری سال ۱۳۸۵، بالغ بر ۴۹۴۹ نفر می‌باشد.